# Anita Lonsbrough
Anita Lonsbrough, gift Porter, född 10 augusti 1941 i York, är en brittisk före detta simmare.
Lonsbrough blev olympisk guldmedaljör på 200 meter bröstsim vid sommarspelen 1960 i Rom.